# Metachela albipes
Metachela albipes är en tvåvingeart som först beskrevs av Walker 1849.  Metachela albipes ingår i släktet Metachela och familjen dansflugor. Inga underarter finns listade i Catalogue of Life.